# Jetze Doorman
Jetze Doorman (Balk, 1881. július 2. – Breda, 1931. február 28.) olimpiai bronzérmes holland párbajtőr- és kardvívó, öttusázó, gyorskorcsolyázó.